# 粉丝

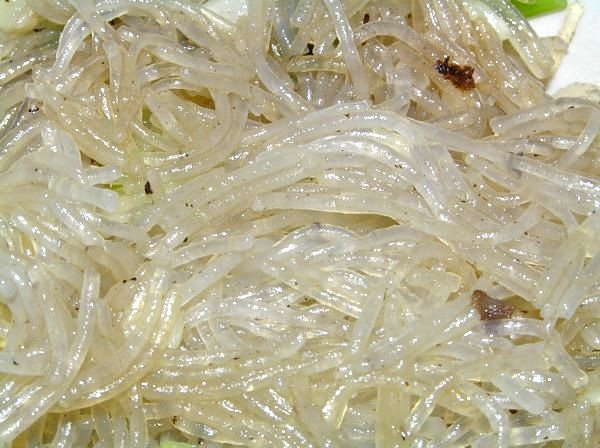
粉絲

粉絲是東亞常見的食品之一，往往又叫做粉条、粉条丝、山東粉、龍口粉絲、冬粉（主要在台灣），日本稱春雨，朝鮮半島稱唐麵，越南稱麵。粉丝通常是以綠豆製成，也可由玉米淀粉或者地瓜淀粉制作。绿豆中的直链淀粉最多，口感好，长时间烹饪易碎；地瓜淀粉制成的粉丝更适合进行炖菜烹饪。粉絲的口感滑腻，類似細麵條狀，乾燥後販賣，食用前最好先泡水讓它柔軟，粉絲的直径一般在0.5毫米左右，這也是它有「絲」之名的由來。
除了以綠豆為原料的粉絲外，地瓜、玉米、高粱、豌豆、蠶豆、馬鈴薯等雜糧粉絲亦有生產，尤以地瓜粉絲為多。絲條細勻，光潔度高，透明度強，質地韌柔，潔白，在水中浸泡48小時不變色，不發脹，食用爽口，能做多種中西菜餚，是家庭及飲食業界的熱煮涼拌之佳品。
在台灣，最著名的粉絲是中農粉絲與龍口粉絲，中農粉絲幾近囊括各大傳統市場及餐飲通路等B2B市場，後者龍口則因經營策略主攻消費零售通路，常見於各大超市、量販、超商。

## 食品安全的顾虑
粉絲為消費者經常食用的食品，經常出現在火鍋或夏日的涼拌料理中，但製作的過程若添加含明礬的膨松剂，若經常食用，長久下來則有攝入多量鋁的風險，建議消費者仍需注意，認清產品資訊。

## 料理
- 碗仔翅
- 螞蟻上樹
- 豬腸冬粉
- 八寶冬粉
- 鵝肉冬粉
- 鍋燒冬粉
- 沙嗲牛肉粉絲煲

## 參看
- 米線
- 米粉
- 龙口粉丝
- 蕨根粉